# Big Brother (Royaume-Uni)
Pour les articles homonymes, voir Big Brother (homonymie).
Big Brother UK est la version britannique de l'émission néerlandaise Big Brother et de Loft Story (version française).
Elle est diffusée sur Channel 4 de 2000 à 2010, sur Channel 5 de 2011 à 2018 et sur ITV 2 depuis 2023.
Channel 4 a décidé d'arrêter le format, après 10 ans d'antenne, comme celui de Celebrity Big Brother, en faisant l'Ultimate Big Brother.
Dès septembre 2011, la chaine Channel 5 diffuse la nouvelle saison de Big Brother, après la saison 8 de Celebrity Big Brother. Le 14 septembre 2018 il est annoncé que la 19e saison sera la dernière.
Durant l'été 2022 on apprend que l'émission reviendra en 2023 sur ITV 2. La 20e saison diffuse en octobre 2023.

## Animation
C'est Marcus Bentley qui fait la voix principal de Big Brother (2000-2018). Davina McCall anime les émissions sur Channel 4 (2000-2010), celle de Big Brother et des spin-off. Brian Dowling, le gagnant de la saison 2 de Big Brother et d'Ultimate, anime sur Channel 5 (2011-2013).
Le 2 avril 2013, il est annoncé que c'est Emma Willis (animatrice de Big Brother's Bit on the Side) qui animera désormais les émissions Big Brother et Celebrity Big Brother. Elle continue de animer le programme jusqu'à son annulation en 2018.
Pour la version d'ITV2 c'est le duo AJ Odudu et Will Best qui présente Big Brother.

## Règle du jeu
Big Brother est un jeu dans lequel un ensemble de candidats, appelé colocataires (housemates), vit dans une maison coupée du monde extérieur qui comprend des installations de la vie quotidienne, comme une cuisine entièrement équipée, un jardin, des chambres, une salle de bains et, depuis 2005, une salle de travail. La maison est également équipée d'un studio de télévision avec des caméras et des microphones dans la plupart des chambres pour enregistrer les activités quotidiennes des colocataires.
Le seul endroit où les colocataires peuvent échapper aux caméras et aux autres concurrents est la salle de journal intime, où ils sont encouragés à partager leurs impressions et sentiments.
Chaque semaine, tous les colocataires désignent deux autres candidats pour l'expulsion éventuelle. Ne pas le faire peut entraîner une punition, comme une réduction du fonds du prix du potentiel vainqueur. Les deux, ou plusieurs, colocataires avec le plus grand nombre de désignations sont mis face au vote du public mené par téléphone. Le candidat recevant le plus de votes d'expulsion dans la maison ne dispose que de quelques minutes pour dire au revoir à ses camarades et rejoindre la sortie. Il arrive que plus d'un colocataire soit expulsé en une semaine.
Le dernier concurrent dans la maison est déclaré vainqueur et se voit décerner une somme d'argent.
De 2000 à 2003, le prix était de 70 000 £. Depuis 2004, le prix est passé à 100 000 £.

## Déroulement des saisons
Légende :
- Vainqueur du jeu
- Deuxième du jeu
- Troisième du jeu
- Abandon du jeu
- Exclu du jeu
- Arrivé plus tard dans le jeu

### Saison 1 (2000)
Claire et Tom ont eu une relation amoureuse au cours de l'aventure.
Les candidats sont :
- Andrew (23 ans)
- Caroline (37 ans)
- Claire (25 ans)
- Craig (29 ans)
- Darren (29 ans)
- Melanie (26 ans)
- Nichola (29 ans)
- Nick  (33 ans)
- Sada (23 ans)
- Tom (31 ans)

| Candidat | Arrivée | Départ  | Statut    |
| -------- | ------- | ------- | --------- |
| Craig    | Jour 1  | Jour 64 | Vainqueur |
| Anna     | Jour 1  | Jour 64 | Deuxième  |
| Darren   | Jour 1  | Jour 64 | Troisième |
| Melanie  | Jour 1  | Jour 57 | Éliminée  |
| Claire   | Jour 37 | Jour 50 | Éliminée  |
| Tom      | Jour 1  | Jour 43 | Éliminé   |
| Nichola  | Jour 1  | Jour 36 | Éliminé   |
| Nick     | Jour 1  | Jour 35 | Exclu     |
| Caroline | Jour 1  | Jour 26 | Éliminée  |
| Andrew   | Jour 1  | Jour 22 | Éliminé   |
| Sada     | Jour 1  | Jour 14 | Éliminée  |

### Saison 2 (2001)
- Helen et Paul ont eu une relation amoureuse au cours de l'aventure.

| Candidat  | Arrivée | Départ  | Statut    |
| --------- | ------- | ------- | --------- |
| Brian     | Jour 1  | Jour 64 | Vainqueur |
| Helen     | Jour 1  | Jour 64 | Deuxième  |
| Dean      | Jour 1  | Jour 64 | Troisième |
| Elizabeth | Jour 1  | Jour 63 | Éliminée  |
| Paul      | Jour 1  | Jour 57 | Éliminé   |
| Josh      | Jour 16 | Jour 50 | Éliminé   |
| Amma      | Jour 1  | Jour 43 | Éliminée  |
| Bubble    | Jour 1  | Jour 36 | Éliminé   |
| Narinder  | Jour 1  | Jour 29 | Éliminé   |
| Stuart    | Jour 1  | Jour 22 | Éliminé   |
| Penny     | Jour 1  | Jour 15 | Éliminée  |

- Brian participera et remportera l'Ultimate Big Brother en 2010 sur Channel 4, et sera l'animateur de Big Brother 12 et  13 et de Celebrity Big Brother 8, 9, 10 et 11 entre août 2011 et janvier 2013 sur Channel 5. En 2020 il participe à la saison 4 de Dancing with the Stars en Irlande.

### Saison 3 (2002)
| Candidat | Arrivée | Départ  | Statut    |
| -------- | ------- | ------- | --------- |
| Kate     | Jour 1  | Jour 64 | Vainqueur |
| Jonny    | Jour 1  | Jour 64 | Deuxième  |
| Alex     | Jour 1  | Jour 64 | Troisième |
| Jade     | Jour 1  | Jour 64 | Éliminée  |
| Tim      | Jour 24 | Jour 57 | Éliminé   |
| PJ       | Jour 1  | Jour 51 | Éliminé   |
| Adele    | Jour 1  | Jour 43 | Éliminée  |
| Sophie   | Jour 10 | Jour 36 | Éliminée  |
| Spencer  | Jour 1  | Jour 29 | Éliminé   |
| Lee      | Jour 1  | Jour 22 | Éliminé   |
| Sandy    | Jour 1  | Jour 20 | Éliminée  |
| Alison   | Jour 1  | Jour 15 | Éliminée  |
| Lynne    | Jour 1  | Jour 8  | Éliminée  |
| Sunita   | Jour 1  | Jour 7  | Éliminée  |

- Jade a participé en 2007 à Celebrity Big Brother 5 (jour 3-17: éliminée). En 2008 elle participe à la version indienne (jour 1-2: abandon).
- Alison a participé en 2010 à I'm a Celebrity... Get Me Out of Here! 10 (jour 6-15: éliminée), ainsi qu'à Strictly Come Dancing 12 en 2014.
- Adele a participé en 2019 à I'm a Celebrity... Get Me Out of Here! 19.

### Saison 4 (2003)
| Candidat | Arrivée        | Départ          | Statut    |
| -------- | -------------- | --------------- | --------- |
| Cameron  | Jour 1         | Jour 64         | Vainqueur |
| Ray      | Jour 1         | Jour 64         | Deuxième  |
| Scott    | Jour 1         | Jour 64         | Troisième |
| Steph    | Jour 1         | Jour 64         | Éliminé   |
| Nush     | Jour 1         | Jour 57         | Éliminé   |
| Lisa     | Jour 37        | Jour 50         | Éliminée  |
| Gos      | Jour 1         | Jour 44         | Éliminé   |
| Tânia    | Jour 1         | Jour 36         | Éliminée  |
| Jon      | Jour 1 Jour 50 | Jour 29 Jour 64 | Éliminé   |
| Federico | Jour 1         | Jour 29         | Éliminé   |
| Sissy    | Jour 1         | Jour 22         | Éliminée  |
| Justine  | Jour 1         | Jour 15         | Éliminée  |
| Anouska  | Jour 1         | Jour 8          | Éliminée  |

### Saison 5 (2004)
| Candidat | Arrivée | Départ  | Statut    |
| -------- | ------- | ------- | --------- |
| Nadia    | Jour 1  | Jour 71 | Vainqueur |
| Jason    | Jour 1  | Jour 71 | Deuxième  |
| Daniel   | Jour 1  | Jour 71 | Troisième |
| Shell    | Jour 1  | Jour 71 | Éliminé   |
| Stuart   | Jour 1  | Jour 69 | Éliminé   |
| Michelle | Jour 1  | Jour 64 | Éliminée  |
| Victor   | Jour 1  | Jour 57 | Éliminé   |
| Ahmed    | Jour 1  | Jour 50 | Éliminé   |
| Becki    | Jour 31 | Jour 43 | Éliminée  |
| Marco    | Jour 1  | Jour 36 | Éliminé   |
| Vanessa  | Jour 1  | Jour 29 | Éliminée  |
| Emma     | Jour 1  | Jour 23 | Éliminée  |
| Kitten   | Jour 1  | Jour 8  | Éliminée  |

### Saison 6 (2005)
- Kinga est éliminée le 32e jour par le choix de Makosi. Finalement Big Brother lui redonne un chance, en la laissant intégrer de nouveau l'aventure, pour combler l'abandon d'Orlaith le 65e jour.

| Candidat | Arrivée         | Départ          | Statut    |
| -------- | --------------- | --------------- | --------- |
| Anthony  | Jour 1          | Jour 78         | Gagnant   |
| Eugene   | Jour 29         | Jour 78         | Deuxième  |
| Makosi   | Jour 1          | Jour 78         | Troisième |
| Kinga    | Jour 29 Jour 66 | Jour 32 Jour 78 | Éliminée  |
| Craig    | Jour 1          | Jour 76         | Éliminé   |
| Derek    | Jour 1          | Jour 71         | Éliminé   |
| Orlaith  | Jour 29         | Jour 65         | Abandon   |
| Kemal    | Jour 1          | Jour 64         | Éliminé   |
| Science  | Jour 1          | Jour 57         | Éliminé   |
| Vanessa  | Jour 1          | Jour 50         | Éliminée  |
| Maxwell  | Jour 1          | Jour 43         | Éliminé   |
| Saskia   | Jour 1          | Jour 36         | Éliminée  |
| Roberto  | Jour 1          | Jour 29         | Éliminé   |
| Sam      | Jour 1          | Jour 22         | Éliminé   |
| Lesley   | Jour 1          | Jour 15         | Éliminée  |
| Mary     | Jour 1          | Jour 8          | Éliminée  |

### Saison 7 (2006)
| Candidat | Arrivée        | Départ          | Statut    |
| -------- | -------------- | --------------- | --------- |
| Pete     | Jour 1         | Jour 93         | Vainqueur |
| Glyn     | Jour 1         | Jour 93         | Deuxième  |
| Aisleyne | Jour 12        | Jour 93         | Troisième |
| Richard  | Jour 1         | Jour 93         | Éliminé   |
| Nikki    | Jour 1 Jour 83 | Jour 58 Jour 93 | Éliminée  |
| Jennie   | Jour 44        | Jour 93         | Éliminée  |
| Imogen   | Jour 1         | Jour 86         | Éliminé   |
| Susie    | Jour 23        | Jour 79         | Éliminée  |
| Mikey    | Jour 1 Jour 83 | Jour 79 Jour 86 | Éliminé   |
| Spiral   | Jour 44        | Jour 72         | Éliminé   |
| Michael  | Jour 44        | Jour 72         | Éliminé   |
| Jayne    | Jour 44        | Jour 65         | Éliminée  |
| Lea      | Jour 1 Jour 83 | Jour 51 Jour 86 | Éliminée  |
| Jonathan | Jour 44        | Jour 49         | Éliminé   |
| Grace    | Jour 1 Jour 83 | Jour 30 Jour 86 | Éliminée  |
| Laura    | Jour 1         | Jour 38         | Éliminée  |
| Sam      | Jour 12        | Jour 23         | Éliminé   |
| Sezer    | Jour 1         | Jour 16         | Éliminé   |
| George   | Jour 1         | Jour 13         | Éliminé   |
| Bonnie   | Jour 1         | Jour 9          | Éliminée  |
| Dawn     | Jour 1         | Jour 8          | Éliminé   |
| Shahbaz  | Jour 1         | Jour 6          | Éliminée  |

- Nikki participe à la version canadienne en 2016.

### Saison 8 (2007)
- Article détaillé:Big Brother 2007 (UK)

Les candidats sont:
- Amanda (19 ans) (elle est jumelle avec Sam, et ne forme qu'une seule candidate)
- Amy (21 ans)
- Billi (25 ans)
- Brian (20 ans)
- Carole (53 ans)
- Chanelle (19 ans)
- Charley (22 ans)
- David (25 ans)
- Emily (19 ans)
- Gerry (31 ans)
- Jonathan (49 ans)
- Jonty (36 ans)
- Kara-Louise (22 ans)
- Laura (23 ans)
- Lesley (60 ans)
- Liam (23 ans)
- Nicky (28 ans)
- Sam (19 ans)(elle est jumelle avec Amanda, et ne forme qu'une seule candidate)
- Seány (25 ans)
- Shabnam (22 ans)
- Shanessa (27 ans)
- Pauline Thaila Zucchi (26 ans) (c'est une célébrité qui devait se faire passer pour candidate).
- Tracey (37 ans)
- Ziggy (26 ans)

| Candidat     | Arrivée        | Départ          | Statut    |
| ------------ | -------------- | --------------- | --------- |
| Brian        | Jour 17        | Jour 94         | Vainqueur |
| Sam & Amanda | Jour 1         | Jour 94         | Deuxièmes |
| Liam         | Jour 17        | Jour 94         | Troisième |
| Ziggy        | Jour 3         | Jour 94         | Éliminé   |
| Carole       | Jour 1         | Jour 94         | Éliminée  |
| Jonty        | Jour 59        | Jour 94         | Éliminé   |
| Kara-Louise  | Jour 59        | Jour 87         | Éliminée  |
| Tracey       | Jour 1         | Jour 87         | Éliminée  |
| Gerry        | Jour 10        | Jour 80         | Éliminé   |
| Amy          | Jour 59        | Jour 73         | Éliminée  |
| David        | Jour 59        | Jour 66         | Éliminé   |
| Shanessa     | Jour 59        | Jour 66         | Éliminée  |
| Chanelle     | Jour 1         | Jour 62         | Abandon   |
| Charley      | Jour 1 Jour 45 | Jour 45 Jour 59 | Éliminée  |
| Nicky        | Jour 1         | Jour 52         | Éliminée  |
| Laura        | Jour 1         | Jour 38         | Éliminée  |
| Jonathan     | Jour 17        | Jour 35         | Abandon   |
| Billi        | Jour 17        | Jour 31         | Éliminé   |
| Seany        | Jour 10        | Jour 24         | Éliminé   |
| Pauline      | Jour 18        | Jour 22         | Invitée   |
| Shabnam      | Jour 1         | Jour 17         | Éliminée  |
| Lesley       | Jour 1         | Jour 11         | Abandon   |
| Emily        | Jour 1         | Jour 9          | Exclue    |

### Saison 9 (2008)
Avant il y a eu Big Brother: Celebrity Hijack, au lieu de l'édition du Celebrity Big Brother en janvier.
- Stuart se mettra en couple avec Louise de la saison 12, et auront un enfant en 2017.

| Candidat  | Arrivée | Départ  | Statut    |
| --------- | ------- | ------- | --------- |
| Rachel    | Jour 1  | Jour 93 | Vainqueur |
| Michael   | Jour 1  | Jour 93 | Deuxième  |
| Sara      | Jour 30 | Jour 93 | Troisième |
| Rex       | Jour 1  | Jour 93 | Éliminé   |
| Darnell   | Jour 1  | Jour 93 | Éliminé   |
| Kathreya  | Jour 1  | Jour 90 | Éliminée  |
| Mohamed   | Jour 1  | Jour 90 | Éliminé   |
| Lisa      | Jour 1  | Jour 86 | Éliminée  |
| Nicole    | Jour 56 | Jour 79 | Éliminée  |
| Stuart    | Jour 16 | Jour 72 | Éliminé   |
| Dale      | Jour 1  | Jour 65 | Éliminé   |
| Luke      | Jour 1  | Jour 58 | Éliminé   |
| Maysoon   | Jour 30 | Jour 56 | Abandon   |
| Rebecca   | Jour 1  | Jour 51 | Éliminée  |
| Belinda   | Jour 30 | Jour 44 | Éliminée  |
| Kris      | Jour 1  | Jour 37 | Éliminé   |
| Mario     | Jour 1  | Jour 37 | Éliminé   |
| Jennifer  | Jour 1  | Jour 30 | Éliminée  |
| Sylvia    | Jour 1  | Jour 23 | Éliminée  |
| Dennis    | Jour 1  | Jour 23 | Exclu     |
| Alexandra | Jour 1  | Jour 14 | Exclue    |
| Stéphanie | Jour 1  | Jour 9  | Éliminée  |

### Saison 10 (2009)
Les candidats sont:
- Angel (35 ans)
- Bea (24 ans)
- Beinazir (28 ans)
- Cairon (18 ans)
- Charlie (22 ans) (a eu une relation pendant l'aventure avec Rodrigo)
- David (28 ans)
- Sophie Dogface (20 ans) (a eu une relation pendant l'aventure avec Kris)
- Freddie Halfwit (23 ans)
- Hira (25 ans)
- Issac (23 ans) (est en couple avec Noirin)
- Karly (21 ans) (est en couple avec Kenneth)
- Kenneth (24 ans) (est en couple avec Karly)
- Kris (24 ans) (a eu une relation pendant l'aventure avec Dogface)
- Lisa (41 ans)
- Marcus (35 ans)
- Noirin (25 ans) (en couple avec Issac)
- Rodrigo (23 ans) (a eu une relation avec Charlie pendant l'aventure)
- Saffia (27 ans)
- Siavash (23 ans)
- Sree (25 ans)
- Sophia (26 ans)
- Tom (27 ans)

| Candidat          | Arrivée | Départ  | Statut    |
| ----------------- | ------- | ------- | --------- |
| Sophie (Dogface)  | Jour 1  | Jour 93 | Vainqueur |
| Siavash           | Jour 1  | Jour 93 | Deuxième  |
| David             | Jour 44 | Jour 93 | Troisième |
| Charlie           | Jour 1  | Jour 93 | Éliminé   |
| Rodrigo           | Jour 1  | Jour 93 | Éliminé   |
| Lisa              | Jour 1  | Jour 90 | Éliminée  |
| Marcus            | Jour 1  | Jour 86 | Éliminé   |
| Bea               | Jour 44 | Jour 79 | Éliminée  |
| Freddie (Halfwit) | Jour 1  | Jour 72 | Éliminé   |
| Hira              | Jour 44 | Jour 65 | Éliminée  |
| Issac             | Jour 56 | Jour 58 | Abandon   |
| Noirin            | Jour 1  | Jour 58 | Éliminée  |
| Tom               | Jour 44 | Jour 53 | Abandon   |
| Kenneth           | Jour 44 | Jour 50 | Abandon   |
| Karly             | Jour 1  | Jour 44 | Éliminée  |
| Kris              | Jour 1  | Jour 37 | Éliminé   |
| Sree              | Jour 1  | Jour 30 | Éliminé   |
| Angel             | Jour 1  | Jour 23 | Éliminée  |
| Cairon            | Jour 1  | Jour 16 | Éliminé   |
| Sophia            | Jour 1  | Jour 9  | Éliminée  |
| Saffia            | Jour 1  | Jour 8  | Abandon   |
| Beinazir          | Jour 1  | Jour 4  | Éliminée  |

Désignation (candidat éliminé):
- Semaine 1 : Angel-Beinazir-Halfwit-Marcus-Siavash-Sophia-Sree + Abandon Saffia
- Semaine 2 : Cairon-Halfwit
- Semaine 3 : Angel-Halfwit
- Semaine 4 : Halfwit-Sree
- Semaine 5 : Charlie-Dogface-Halfwit-Kris-Marcus
- Semaine 6 : Dogface-Karly-Noirin-Siavash
- Semaine 7 : aucune désignation + Abandon Kenneth
- Semaine 8 : Marcus-Noirin + Abandon Tom & Issac
- Semaine 9 : Bea-Charlie-David-Dogface-Halfwit-Hira-Lisa-Marcus-Rodrigo-Siavash
- Semaine 10 : Freddie-Marcus
- Semaine 11 : Bea-David-Marcus
- Semaine 12 : Marcus-Siavash
- Semaine 13 : Jour 90: Charlie - David - Lisa - Rodrigo - Siavash - Sophie
Jour 93, la Finale : Charlie - David - Rodrigo - Siavash - Sophie

### Saison 11 (2010)
- - La saison 11 sera la dernière sur Channel 4.
- Andrew (19 ans) (passait des examens lors du lancement)
- Benjamin (30 ans)
- Caoimhe (22 ans) (a abandonné pour revoir son petit ami)
- Corin (29 ans)
- Dave (39 ans) (a été le candidat le plus soumis aux votes du public)
- Govan (21 ans)
- Ife (25 ans)
- Joe-Jones (23 ans)
- Jo (41 ans) (elle est la plus âgée des candidats)
- John James (24 ans) (a eu une relation avec Josie pendant l'aventure)
- Josie (25 ans) (a eu une relation avec John James pendant l'aventure)
- Keeley (30 ans) (a abandonné l'aventure pour raison médicale)
- Laura (20 ans)
- Mario (28 ans)
- Nathan (25 ans)
- Rachael (23 ans) (ressemble énormément à la chanteuse Beyoncé)
- Rachel (23 ans)
- Samuel (21 ans) (il est le dernier candidat à être rentré dans la Big Brother House)
- Kelley Shabby (24 ans)
- Steven (40 ans) (a un œil et ces jambes en moins)
- Yvette Sunshine (24 ans)

| Candidat   | Arrivée | Départ  | Statut    |
| ---------- | ------- | ------- | --------- |
| Josie      | Jour 1  | Jour 77 | Vainqueur |
| Dave       | Jour 1  | Jour 77 | Deuxième  |
| Mario      | Jour 1  | Jour 77 | Troisième |
| JJ         | Jour 45 | Jour 77 | Éliminé   |
| Andrew     | Jour 31 | Jour 77 | Éliminé   |
| John James | Jour 1  | Jour 73 | Éliminé   |
| Sam        | Jour 52 | Jour 73 | Éliminé   |
| Corin      | Jour 1  | Jour 73 | Éliminée  |
| Steve      | Jour 1  | Jour 73 | Éliminé   |
| Jo         | Jour 45 | Jour 66 | Éliminée  |
| Rachel     | Jour 31 | Jour 59 | Éliminée  |
| Ben        | Jour 1  | Jour 52 | Éliminé   |
| Laura      | Jour 45 | Jour 50 | Abandon   |
| Keeley     | Jour 31 | Jour 45 | Abandon   |
| Caoimhe    | Jour 1  | Jour 42 | Abandon   |
| Ife        | Jour 1  | Jour 38 | Éliminée  |
| Nathan     | Jour 1  | Jour 31 | Éliminé   |
| Shabby     | Jour 1  | Jour 27 | Abandon   |
| Sunshine   | Jour 1  | Jour 24 | Éliminée  |
| Govan      | Jour 1  | Jour 17 | Éliminé   |
| Rachael    | Jour 1  | Jour 10 | Éliminée  |

Désignations (candidat Éliminé):
- Semaine 1 : Rachael -Shabby-Sunshine
- Semaine 2 : Ben-Dave-Govan -Mario
- Semaine 3 : Caoimhe-Shabby-Sunshine+ Abandon Shabby
- Semaine 4 : John James-Nathan
- Semaine 5 : Corin-Ife-Mario
- Semaine 6 : aucune désignation + Abandon Caoimhe & Keeley
- Semaine 7 : Andrew-Ben-Dave-John James + Abandon Laura
- Semaine 8 : Dave-John James-Rachel
- Semaine 9 : Dave-JJ-Jo-Sam
- Semaine 10 : Andrew-Corin-Dave-JJ-John James-Mario-Sam-Steve
- Semaine 11: Finale : Andrew-Dave-JJ-Josie-Mario

Josie a son ticket pour re-entrer, pour l'Ultimate Big Brother.

### Saison 12 (2011)

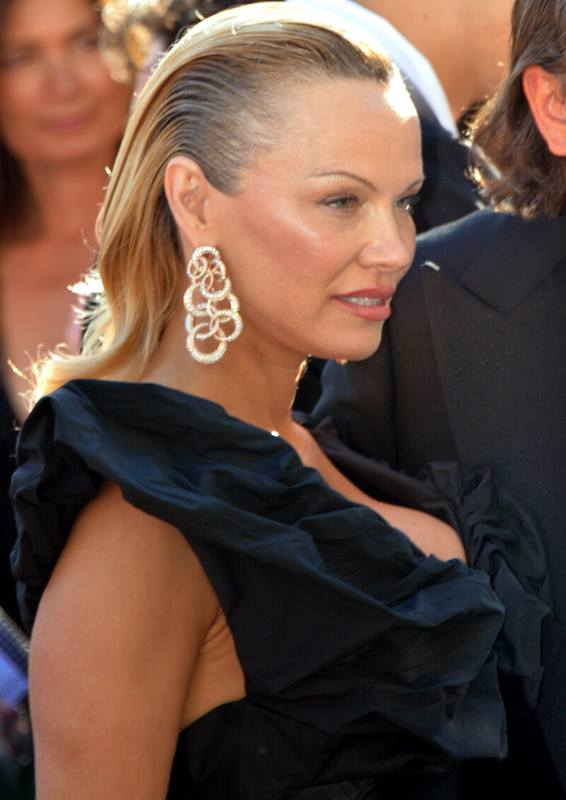
Pamela Anderson, invitée spéciale durant 4 jours.

Cette saison a été diffusée du 9 septembre sur la nouvelle chaine, Channel 5 au 11 novembre 2011, car le Celebrity Big Brother 8 s'est tenu entre le 18 août et le 8 septembre 2011.
- Pamela Anderson est l'invitée des jours 1 à 4 dans la maison. Elle est rentrée le jour de la finale de Celebrity Big Brother 8. Elle est déjà apparu sur les versions australienne, indienne et bulgare.
- Pour la sortie de Paranormal Activity 3, le jour 41 plusieurs célébrités sont invitées dans la maison : les anciens concurrents de Celebrity Big Brother, Paddy Doherty, Bobby Sabel, Lucien Laviscount et Michelle Heaton, les anciennes candidates de Big Brother Nikki Grahame et Imogen Thomas, les comédiens Kieron Richardson et Bronagh Waugh, ainsi que la vedette de télévision et mannequin glamoure, Katie Price.
- Le jour 55, Kim Woodburn, l'ancienne animatrice de How Clean is Your House ? et finaliste en 2009 du jeu d'ITV I'm a Celebrity... Get Me Out of Here ! 9, rentre dans la maison pour inspecter l'hygiène.
- Louise et Jay se mariront entre 2012 et 2013. Ensuite Louise se mettra en couple avec Stuart de la saison 9, et auront un enfant en 2017.
  - Cette saison est la première sur Channel 5.
- Aaron Allard-Morgan (30 ans) (avec Heaven il est le plus âgé de la saison, et il a eu une relation amoureuse avec Faye)
- Aden Theobald (19 ans)
- Alex Rose Lee (18 ans) (elle est la plus jeune de cette saison)'!
- Anton Murphy (23 ans)
- Faye Palmer (20 ans) (elle est la petite sœur de Jem, et a eu une relation amoureuse avec Aaron)
- Harry Blake (23 ans)
- Heaven Afrika (30 ans) (avec Aaron elle est le plus âgée de la saison)
- Jay McKay (27 ans) (a eu une relation amoureuse avec Louise)
- Jemma Palmer (28 ans) (elle est la grande sœur de Faye)
- Louise Cliffe (25 ans) (elle a joué dans quelques films, et a eu une relation amoureuse avec Jay)
- Maisy James (19 ans)
- Mark Henderson (28 ans)
- Rebeckah Vaughan (28 ans) (elle est invitée le jour 31)
- Tashie Jackson (21 ans) (elle est invitée le jour 40)
- Tom O'Connell (20 ans)

| Candidat | Arrivée | Départ  | Statut    |
| -------- | ------- | ------- | --------- |
| Aaron    | Jour 1  | Jour 64 | Vainqueur |
| Jay      | Jour 1  | Jour 64 | Deuxième  |
| Alex     | Jour 1  | Jour 64 | Troisième |
| Louise   | Jour 1  | Jour 64 | Éliminée  |
| Tom      | Jour 1  | Jour 63 | Éliminé   |
| Faye     | Jour 1  | Jour 57 | Éliminée  |
| Harry    | Jour 1  | Jour 50 | Éliminé   |
| Jem      | Jour 29 | Jour 48 | Abandon   |
| Anton    | Jour 1  | Jour 43 | Éliminé   |
| Aden     | Jour 1  | Jour 36 | Éliminé   |
| Maisy    | Jour 1  | Jour 29 | Éliminée  |
| Mark     | Jour 1  | Jour 27 | Abandon   |
| Heaven   | Jour 1  | Jour 22 | Éliminée  |
| Rebeckah | Jour 1  | Jour 15 | Éliminée  |
| Tashie   | Jour 1  | Jour 8  | Éliminée  |

Désignation (candidat Éliminé)
- Semaine 1 : Aaron - Harry - Tashie
- Semaine 2 : Heaven - Rebeckah
- Semaine 3 : Aaron - Aden - Heaven
- Semaine 4 : Faye - Maisy + abandon Mark
- Semaine 5 : Aaron - Aden - Anton - Faye - Jay
- Semaine 6 : Anton - Harry - Jay - Jem
- Semaine 7 : Aaron - Jem / Aaron - Faye - Harry - Jay + abandon Jem
- Semaine 8 : Faye - Louise
- Semaine 9 : Finale : Aaron - Alex - Jay - Louise - Tom

### Saison 13 (2012)
- Elle est programmée à partir du mardi 5 juin 2012 pour une durée de 11 semaines.
- C'est Deana qui est la première candidate à entrer dans la maison. On lui annonce qu'elle devra désigner à la fin de la soirée 3 de ses nouveaux colocataires, pour une élimination le jour 4.
- Le Jour 4, trois candidats sont présentés, et un seul entrera dans la maison. Ils sont dévoilés le soir du lancement sur le site Internet. Le public décide d'éliminer Anthony et Bhavesh, et de faire entrer Rebecca.
- La semaine 4, Deana et Lydia sont désignées par la majorité des habitants de la maison. À noter que Lydia avait été désignée le jour 1 par Deana.
- La semaine 7, Luke S, Sara et Scott sont immunisés pour les désignations, ayant remporté une épreuve de Big Brother.
- La semaine 9, Connor, Luke S et Sara sont dans la chambre blanche. Dans cette chambre, le jour 58 Sara décide de revenir dans la maison principale, et parmi Connor et Luke S, l'un ira en finale, et l'autre devra quitter l'aventure, mais recevra 50 000 £.
- Arron Lowe apparaitra le soir du lancement de Celebrity Big Brother 20 en août 2017[3].

La saison 13 comportes 17 candidats:
- Adam Kelly (27 ans)
- Arron Lowe (23 ans) (mannequin notamment de la marque Abercrombie & Fitch)
- Ashleigh Hughes (20 ans)
- Rebecca Becky Hannon (19 ans) (faisait partie des candidats potentiels avec Anthony et Bhavesh)
- Benedict Garret (32 ans) (est un ancien professeur qui a dû quitter son poste car il avait travaillé dans le milieu du strip-tease et de la pornographie)
- Caroline Wharram (20 ans)
- Chris James (21 ans)
- Conor McIntyre (24 ans) (avait remporté le David Beckham Football Academy)
- Deana Upal (23 ans) (est Miss India UK 2012)
- Lauren Carre (20 ans)
- Luke Anderson (31 ans) (est un homme trans car à la naissance son nom était Laura)
- Luke Scrase (24 ans)
- Lydia Louisa (25 ans) (danseuse qui a notamment travaillée avec Kylie Minogue, Robbie Williams et Kanye West)
- Sara McLean (22 ans) (elle remporte le titre Miss Edinburgh en 2010 et finira seconde à Miss Scotland 2011)
- Scott Mason (21 ans) (a pu partir quelques jours de la maison à la suite de la mort d'un de ses proches)
- Shievonne Robinson (28 ans) (a travaillé au Playboy Casino de Mayfair)
- Victoria Eisermann (41 ans)

| Candidat  | Arrivée | Départ  | Statut    |
| --------- | ------- | ------- | --------- |
| Luke A    | Jour 1  | Jour 70 | Vainqueur |
| Adam      | Jour 1  | Jour 70 | Deuxième  |
| Deana     | Jour 1  | Jour 70 | Troisième |
| Sara      | Jour 1  | Jour 70 | Éliminée  |
| Luke S    | Jour 1  | Jour 70 | Éliminé   |
| Ashleigh  | Jour 1  | Jour 67 | Éliminée  |
| Scott     | Jour 1  | Jour 67 | Éliminé   |
| Conor     | Jour 1  | Jour 60 | Abandon   |
| Becky     | Jour 4  | Jour 60 | Éliminée  |
| Caroline  | Jour 1  | Jour 53 | Éliminée  |
| Lauren    | Jour 1  | Jour 46 | Éliminée  |
| Shievonne | Jour 1  | Jour 39 | Éliminée  |
| Arron     | Jour 1  | Jour 32 | Éliminé   |
| Lydia     | Jour 1  | Jour 25 | Éliminée  |
| Benedict  | Jour 1  | Jour 18 | Éliminé   |
| Chris     | Jour 1  | Jour 11 | Éliminé   |
| Victoria  | Jour 1  | Jour 4  | Éliminée  |

Désignation (candidat Éliminé par le public)
- Semaine 1 : Connor - Lydia - Victoria (Candidats désignés par Deana) / Anthony - Becky - Bhavesh(Candidats potentiels)
- Semaine 2 : Arron - Chris
- Semaine 3 : Benedict - Lauren
- Semaine 4 : Deana - Lydia
- Semaine 5 : Arron - Becky - Connor - Deana
- Semaine 6 : Connor - Shievonne
- Semaine 7 : Lauren - Luke A
- Semaine 8 : Adam - Ashleigh - Conor - Caroline - Deana - Luke A - Luke S - Sara
- Semaine 9 : Ashleigh - Becky - Deana - Luke A + abandon Connor (qui repart avec 50 000 £)
- Semaine 10 :
- Jour 63-67 : Adam - Ashleigh - Deana - Scott
- Finale Jour 70 : Adam - Deana - Luke A - Luke S - Sara

### Saison 14 (2013)
- La saison 14 de Big Brother UK débute le 13 juin 2013 et se termine le 19 août 2013.
- 8 candidats entrent le Jour 1, et 6 autres le lendemain.
- Cette saison voit une nouvelle règle : après chaque désignation, le public à la possibilité de sauver l'un d'eux, avant le jour de l'élimination.
- Lors de la troisième semaine, les 4 désignés (Dan, Dexter, Gina et Wolfy) sont mis en binômes (sans être mis au courant, comme le reste des habitants de la maison), pour que le public décide qui va entrer dans la maison secrète. Le jour 23 c'est Dexter et Gina qui sortent de maison pour entrer dans la pièce secrète. Les autres candidats croient qu'ils sont éliminés définitivement.
- Alors que Dexter et Gina vivaient dans la maison secrète, ils étaient à l'abri de l'expulsion de cette semaine, les autres colocataires, en supposant qu'ils soient éliminés et aussi ignorant que Dexter et Gina ont pu voir leurs faits et gestes. Dans une torsion, Big Brother donne à Dexter et Gina la possibilité de sauver l'un des quatre candidats (qui vivrait à côté d'eux, dans la maison "normale") et les remplacer par un autre candidat. Dexter et Gina ont choisi de sauver Charlie et de la remplacer par Jackie.
- Lors de la semaine 5, Daley et Hazel entrent dans maison secrète. Après une dispute, Daley est exclu définitivement du jeu.
- Le jour 37, les candidats ont voté pour deux colocataires de leur choix pour entrer dans la maison secrète, et d'acquérir l'immunité de la prochaine expulsion. Toutefois, ce secret signifiait que ces colocataires (Sam et Sophie) seraient soumis au vote du public. Ils pourront également choisir un colocataire supplémentaire pour entrer dans la maison secrète et donc affronter le vote du publics, pour l'expulsion de la semaine 6. Ils choisirent Dan.
- Pour la semaine 8, ce ne sont pas les candidats eux-mêmes qui se désignent ; à la place, leurs amis et leurs familles désigneront pour eux.
- Le jour 61, Charlie, Dexter, Jack & Joe et Sam ont reçu le plus de désignations de leurs camarades colocataires et donc confrontés à l'éviction cette semaine. Le jour 63, dans le cadre du mensonge Prize Fund, Dexter est devenu immunitaire et a choisi Sophie pour le remplacer, ce qui signifie que Charlie, Jack & Joe, Sam et Sophie sont confrontés au vote du public. Le jour 65, l'un d'entre eux sera le huitième colocataire à être expulsé de la Maison de Big Brother.
  - La saison 14 comportes 14 candidats:
- Callum Knell (28 ans)
- Charlie Travers (26 ans) (elle est la fille de Jackie)
- Daley Ojuederie (28 ans)
- Daniel Dan Neal (33 ans)
- Dexter Koh (28 ans)
- Gina Rio (24 ans)
- Hazel O'Sullivan (24 ans)
- Jack et Joseph Joe Glenny (18 ans) (son frère jumeau, et ne font qu'un candidat)
- Jackie Travers (59 ans) (est la mère de Charlie)
- Jemima Slade (41 ans)
- Sallie Axl (26 ans)
- Sam Evans (23 ans)
- Sophie Lawrence (20 ans)
- Wolfy Millington (20 ans)

| Candidat   | Arrivée | Départ  | Statut    |
| ---------- | ------- | ------- | --------- |
| Sam        | Jour 1  | Jour 68 | Vainqueur |
| Dexter     | Jour 1  | Jour 68 | Deuxième  |
| Gina       | Jour 2  | Jour 68 | Troisième |
| Jack & Joe | Jour 1  | Jour 68 | Éliminés  |
| Charlie    | Jour 2  | Jour 68 | Éliminée  |
| Sophie     | Jour 1  | Jour 65 | Éliminée  |
| Hazel      | Jour 2  | Jour 58 | Éliminée  |
| Callum     | Jour 1  | Jour 51 | Éliminé   |
| Dan        | Jour 2  | Jour 44 | Éliminé   |
| Jackie     | Jour 2  | Jour 37 | Éliminée  |
| Daley      | Jour 2  | Jour 33 | Exclu     |
| Wolfy      | Jour 1  | Jour 30 | Éliminée  |
| Jemina     | Jour 1  | Jour 16 | Éliminée  |
| Sallie     | Jour 1  | Jour 9  | Éliminée  |

Désignation (candidat Sauvé avant le prim; candidat Éliminé par le public)
- Semaine 1 : Dexter - Gina - Sallie
- Semaine 2 : Dexter - Gina - Jemina
- Semaine 3 : Dexter & Gina - Dan & Wolfy (candidat en gras, sont éliminés pour de faux et entrent dans la pièce secrète)
- Semaine 4 : Callum - Charlie - Hazel - Jackie - Wolfy (Charlie a été sauvée par Dexter et Gina, les habitants de la maison secrète, de se faite elle entre a son tours dans la maison secrète. Ils désignent à sa place sa mère, Jackie)
- Semaine 5 : Callum - Dexter - Gina - Jack & Joe - Jackie + exclusion de Daley
- Semaine 6 : Dan - Sam - Sophie
- Semaine 7 : Callum - Dexter - Hazel - Jack & Joe
- Semaine 8 : Charlie - Dexter - Hazel - Jack & Joe - Sophie
- Semaine 9 : Charlie - Jack & Joe - Sam - Sophie
- Semaine 10 : Finale : Charlie - Dexter - Gina - Jack & Joe - Sam

### Saison 15 (2014)
- La saison 15 de Big Brother UK a débuté le 5 juin 2014, et s'est terminée 72 jours plus tard, le 15 août 2014.

C'est la première fois (sur Channel 5) que c'est une femme qui remporte l'émission. De plus, c'est la première fois depuis la création de Big Brother UK que deux femmes se disputent la première et deuxième place.
- Ash Harrison (26) (est devenu ami avec Winston)
- Ashleigh Coyle (18)
- Biannca Lake (31)(Lors de son élimination a montré ces seins aux photographes et aux publics présents)
- Chris Wright (33)
- Christopher Hall (23)
- Danielle McMahon (25)
- Helen Wood (27) (est une ancienne prostituée ayant eu une liaison avec le footballeur Wayne Rooney[4] ; n'a jamais été désignée à la suite du choix de Pauline donné par Big Brother)
- Jale Karaturp (33)
- Kimberly Kisselovich (23) (a quitté l'aventure pour une grossesse extra-utérine)
- Mark Byron (24)
- Marlon Wallen (22)
- Matthew Davies (23)
- Pavandeep Pav Paul (22) (est le dernier candidat arrivé le Jour 40 à atteindre la Finale)
- Pauline Bennett (49) (a eu le pouvoir par Big Brother de donner une place en finale (Helen) et de désigner un habitant le temps de l'aventure (Jale))
- Steven Goode (23)
- Tamara Stewart-Wood (24)
- Toya Washington (29)
- Winston Showan (27) (est devenu ami avec Ash)
- Zoe Birkett (29) (avait déjà participé à Pop Idol)

| Candidat    | Arrivée | Départ  | Statut    |
| ----------- | ------- | ------- | --------- |
| Helen       | Jour 1  | Jour 72 | Vainqueur |
| Ashleigh    | Jour 2  | Jour 72 | Deuxième  |
| Christopher | Jour 1  | Jour 72 | Troisième |
| Ash         | Jour 2  | Jour 72 | Éliminé   |
| Chris       | Jour 2  | Jour 72 | Éliminé   |
| Pav         | Jour 40 | Jour 72 | Éliminé   |
| Winston     | Jour 1  | Jour 65 | Éliminé   |
| Mark        | Jour 1  | Jour 65 | Éliminé   |
| Zoe         | Jour 40 | Jour 58 | Éliminée  |
| Steven      | Jour 1  | Jour 51 | Éliminé   |
| Kimberly    | Jour 1  | Jour 45 | Abandon   |
| Danielle    | Jour 1  | Jour 44 | Éliminée  |
| Biannca     | Jour 40 | Jour 44 | Éliminée  |
| Marlon      | Jour 2  | Jour 40 | Éliminé   |
| Jale        | Jour 2  | Jour 37 | Éliminée  |
| Matthew     | Jour 1  | Jour 30 | Éliminé   |
| Toya        | Jour 2  | Jour 23 | Éliminée  |
| Pauline     | Jour 1  | Jour 16 | Éliminée  |
| Tamara      | Jour 1  | Jour 9  | Éliminée  |

Désignation (candidat Éliminé par le public)
- Semaine 1 : Danielle - Jale - Tamara
- Semaine 2 : Ash - Christopher - Jale - Marlon - Pauline - Steven
- Semaine 3 : Ash - Chris - Christopher - Danielle - Jale - Marlon - Toya - Winston
- Semaine 4 : Ash - Christopher - Mark - Matthew - Winston
- Semaine 5 : Ashleigh - Chris - Christopher - Jale
- Semaine 6 : Marlon (ayant reçu le plus de votes pour être désigné) + Biannca - Pav - Zoe + Danielle (choix de Pav et Zoe) + abandon Kimberly
- Semaine 7 : Ashleigh - Pav - Steven - Zoe
- Semaine 8 : Chris - Pav - Zoe
- Semaine 9 : Chris - Christopher - Mark - Pav - Winston
- Semaine 10 : Ash - Ashleigh - Chris - Christopher - Helen - Pav

### Saison 16 (2015)
- La saison 16 de Big Brother UK est diffusée entre le 12 mai 2015 et le 16 juillet 2015. Cette saison est donc la deuxième saison la plus courte, après les saisons 1, 2, 3, 4 et 12 qui ont duré 64 jours chacune.
- Au cours de la 3e semaine, la production annonce que 4 des 6 nommés seront éliminés, et remplacés par 3 nouveaux candidats ainsi que Simon qui avait été éliminé le premier jour.
- Pour la 5e semaine, le public votera pour déplacer un candidat plutôt que de l'éliminer. Le candidat choisi se déplacera dans un repaire secret et sera rejoint par trois anciens candidats de saisons antérieurs. C'est la première fois dans l'histoire de Big Brother UK que cela arrive contrairement à la version américaine. Ce candidat (Marc) nommera quatre personnes pour l'élimination suivante.
- Nikki, Helen et Brian entrent dans la Secret Lair lors du Timebomb Bunker le 32e jour après la fausse élimination de Marc. Ils intègrent la maison principale le 34e.
- Au cours du 37e jour 23 nouveaux invités entrent dans la maison dont les vainqueurs des saisons 1, 7, 9 et de la saison 11 de Celebrity Big Brother. Pete (gagnant de la saison 7) et Nikki ont eu une relation amoureuse lors de leur aventure dans Big Brother en 2006. C'est pour les besoins du Let's Do The Time Warp, une mission shopping. Le 38e jour Rylan Clark le vainqueur de CBB 11 revient dans la maison.
- Après son élimination, Jade a l'occasion de nommer le candidat de son choix ; elle choisit Christian. Chaque personne désigné choisi également un nommé par les candidats encore en jeu (à l’exception de Marc qui a une immunités). Au cours de cette 7e semaine, Danny reçoit son premier vote de nomination.
- Le 43e jour Brian décide de quitter volontairement la maison. Pour pallier son départ, c'est une autre légende de Big Brother qui entre dans la maison le lendemain: Aisleyne, la finaliste en 2006 de la saison 7.
- Au cours de la 8e semaine, lors du 49e jour, une nouvelle mission a lieu: Big Brother's Hotel from Hell. Pour l'occasion d'anciens candidats emblématiques de la franchises Big Brother UK reviennent.
- Lors du prim de la 9e semaine a lieu une double élimination qui voit partir Harry Amelia et Sam. En effet les 3 derniers nommés (Chloe, Jack et Sam), chacun devait récupérer une enveloppe ou était inscrit le montant d'une somme que l'éliminé allait pouvoir garder pour lui à sa sortie. Sam ayant eu 15 000 £, elle demanda à Cristian, Danny, Joel et Nick de voter contre elle, ayant réussi à avoir le plus gros montant.
Avec Marc éliminé une semaine auparavant, il ne reste plus aucun candidat entré le 18e jour en compétition. De plus il ne reste plus que Chloe comme candidate.
  - Les 18 candidats :
- Aaron Frew (24 ans) (il se fera exclure du jeu pour cause de mauvais comportement envers Joel)
- Adjoa Mensah (22 ans)
- Amy et Sally (27 ans) (elles sont sœurs jumelles, et ne forment qu'une candidate pour le jeu. Elles sont apparus brièvement dans l'émission The Only Way Is Essex)
- Chloe Wilburn (25 ans)
- Matthew Clarkson mais ce faisant appelé Cristian MJC (20 ans) (il est rappeur, mannequin, chanteur, athlète et étudiant en médecine)
- Danny Wisker (29 ans) (il est déjà apparu dans Girlsfriends et The Only Way Is Essex)
- Eileen Daly (51 ans) (actrice et chanteuse du groupe Eileen and Ben ayant participé à The X Factor UK saison 10. Elle a également joué dans le film Razor Blade).
- Harriet Jackson (22 ans)
- Harry Amelia Martin (22 ans) (elle entre dans la maison le jour 18)
- Jack McDermott (23 ans) (il a été candidat de l'émission Deal or No Deal)
- Jade-Martina Lynch (24 ans) (elle a commencé une relation amoureuse avec l'ancien vainqueur de la saison 8, Brian)
- Joel Williams (19 ans)
- Kieran McLeod (30 ans) (c'est un basketteur professionnel)
- Marc (29 ans) (il entre dans la maison le jour 18)
- Nick Henderson (19 ans)
- Sam (27 ans) (elle entre dans la maison le jour 18)
- Sarah Greenwood (24 ans)
- Simon Gross (46 ans) (il a participé à la saison 2 d'Hell's Kitchen. Il re-entre dans la maison le jour 18)

| Candidat     | Arrivée        | Départ         | Statut    |
| ------------ | -------------- | -------------- | --------- |
| Chloe        | Jour 1         | Jour 66        | Vainqueur |
| Joel         | Jour 1         | Jour 66        | Deuxième  |
| Danny        | Jour 1         | Jour 66        | Troisième |
| Jack         | Jour 1         | Jour 66        | Éliminé   |
| Nick         | Jour 1         | Jour 66        | Éliminé   |
| Cristian     | Jour 1         | Jour 66        | Éliminé   |
| Sam          | Jour 18        | Jour 60        | Éliminée  |
| Harry Amelia | Jour 18        | Jour 60        | Éliminée  |
| Marc         | Jour 18        | Jour 53        | Éliminé   |
| Simon        | Jour 1 Jour 18 | Jour 1 Jour 46 | Éliminé   |
| Jade         | Jour 1         | Jour 39        | Éliminée  |
| Eileen       | Jour 1         | Jour 25        | Éliminée  |
| Sarah        | Jour 1         | Jour 18        | Éliminée  |
| Kieran       | Jour 1         | Jour 18        | Éliminé   |
| Harriet      | Jour 1         | Jour 18        | Éliminée  |
| Amy & Sally  | Jour 1         | Jour 18        | Éliminées |
| Aaron        | Jour 1         | Jour 17        | Exclu     |
| Adjoa        | Jour 1         | Jour 11        | Éliminée  |

Désignation (candidat Éliminé par le public)
- Semaine 1 : Simon (éliminé par le timebomb)
- Semaine 2 : Adjoja - Eileen - Sarah
- Semaine 3 : Amy & Sally - Chloe - Danny - Harriet - Kieran - Sarah + exclusion d'Aaron
- Semaine 4 : Eileen - Joel
- Semaine 5 : Marc - Sam - Simon (le candidat est faussement éliminé, et entre dans la Secret Lair lors du Timebomb Bunker, et rejoint Brian, Helen et Nikki)
- Semaine 6 : Chloe - Cristian - Harry Amelia - Jade
- Semaine 7 : Cristian - Danny - Harry Amelia - Jake - Joel - Nick - Sam - Simon
- Semaine 8 : Harry Amelia - Jack - Marc - Sam
- Semaine 9 : Chloe - Harry Amelia - Jack - Sam (Sam est éliminée par un vote de ces camarades, mais remporte la somme de 15 000 £)
- Semaine 10 : Finale : Chloe - Cristian - Danny - Jack - Joel - Nick

Invités du Time Warp
| Invité(e)s              | Connus pour                                                           | Arrivée | Départ  | Notes                                                                     |
| ----------------------- | --------------------------------------------------------------------- | ------- | ------- | ------------------------------------------------------------------------- |
| Aisleyne Horgan-Wallace | Finaliste de la saison 7 en 2006                                      | Jour 44 | Jour 53 | Rentre en remplacement de Brian                                           |
| Helen Wood              | Vainqueur de la saison 15 en 2014                                     | Jour 32 | Jour 46 | A connu des clashs envers Aisleyne et Nikki                               |
| Nikki Grahame           | Finalistes des saisons 7 en 2006 et de l'Ultimate Big Brother en 2010 | Jour 32 | Jour 46 | Elle a retrouvé Pete son ancien compagnon rencontrée durant Big Brother 7 |
| Brian Belo              | Vainqueur de la saison 8 en 2007                                      | Jour 32 | Jour 43 | A commencé une romance avec Jade.                                         |

- - Le 37e jour plusieurs anciens candidats sont entrés pour une mission shopping:
- Pete Bennette (33 ans) (vainqueur de la saison 7 en 2007)
- Craig Phillips (vainqueur de la saison 1 en 2000)
- Rachel Rice (vainqueur de la saison 9 en 2008)
- Glyn Wise (finaliste de la saison 7 en 2006)
- Mark Byron (candidat de la saison 15 en 2014)
- Caroline Wharram (candidate de la saison 13 en 2012)
- Rebecca Shiner (candidate de la saison 9 en 2008)
- Grace Adams-Short (candidate de la saison 7 en 2006)
- Mario Mugan (candidat de la saison 11 en 2010)
- Jon Tickle (candidat de la saison 4 en 2003)
- Ben Duncan (candidat de la saison 11 en 2010)
- Kathreya Kasisopa (candidate de la saison 9 en 2008)
- Dexter Koh (finalsite de la saison 14 en 2013)
- Victor Ebuwa (candidat de la saison 5 en 2004 et finaliste de l'Ultimate Big Brother en 2010)
- Lisa Appleton (candidate de la saison 9 en 2008)
- Darnell Swallow (finaliste de la saison 9 en 2008)
- Matthew Davies (candidat de la saison 15 en 2014)
- Jack & Joe Glenny (finalistes de la saison 14 en 2013)
- Alex Sibley (finaliste de la saison 3 en 2002)
- Stuart Hosking (candidat de la saison 2 en 2001)
- Rylan Clark, le vainqueur de la saison 11 de la version célébrité est revenu le 38e jour.
  - À partir du 49e jour a lieu la mission de l’hôtel, et pour l'occasion plusieurs anciens candidats reviennent, et cela jusqu'au 52e jour :
- Charley Uchea (déjà venue le 37e jour, reste du 49e au 50e jour)
- John McCririck (candidat de Celebrity Big Brother saison 3 en 2005 et de l'Ultimate Big Brother en 2010, reste du 49e au 50e jour)
- Dexter Koh (déjà venu le 37e jour, reste du 50e au 51e jour)
- Jasmine Lennard (candidate de Celebrity Big Brother saison 10 en 2012, reste du 50e au 52e jour)
- James Jordan (finaliste de Celebrity Big Brother saison 14 en 2014, reste du 51e au 52e jour)

### Saison 17 (2016)
- La saison 17 de Big Brother UK est diffusée du 7 juin 2016 au 26 juillet 2016, soit la plus courte édition de Big Brother UK depuis son lancement en 2000.
- Lors du lancement les 12 premiers candidats entrent dans la maison principale. Mais 6 nouveaux, "les Autres" entrent dans une seconde maison.
- Lors du prim du 4e jour, les "Autres" décident de faire entrer dans leurs maisons Alex et Jackson sur les 6 nommés. En échange, le public vote pour faire entrer dans la maison principale Andrew et Ryan.
- Le 5e jour, Victoria décide de quitter l'émission. Big Brother annonce donc qu'Emma terminera l'aventure seule.
- Le 7e jour, Andrew est exclu du jeu pour son comportement.
- Le 31e jour c'est Emma qui est exclue du jeu.
- Lors de la 6e semaine, les derniers candidats s'éliminent entre eux. Le premier a subir cela est Chelsea, qui quitte la maison sans foule ni interview, suivi de Lateysha et de Ryan.
- À la suite de l'émission Hughie et Ryan se mettront en couple.
  - Les 12 candidats:
- Alex Canon (27 ans) (avait déjà participé à Judge Geordie au côté de Vicky Pattinson la gagnante d'I'm a Celebrity... Get Me Out of Here ! 2015)
- Andy West (24 ans)
- Chelsea Singh (48 ans) (il est le plus âgé des candidats)
- Emma et Victoria Jensen (30 ans) (elles sont jumelles et ne forment qu'une candidate)
- Evelyn Ellis (20 ans)
- Georgina Leigh Cantwell (26 ans) (est déjà apparus dans l'émission Taking New York)
- Jackson Blyton (24 ans)
- Jason Burrill (45 ans) (a été la doublure au cinéma l'acteur David Bautista)
- Lateysha Grace (23 ans) (est apparue dans l'émission The Valleys)
- Laura Carter (30 ans) (connue pour son interaction avec Justin Bieber)
- Marco Pierre White Junior (21 ans)
- Sam Griffen (23 ans)
  - Les 6 "Autres" d'origine:
- Andrew Tate (29 ans) (quatre fois champion du monde de Kick-boxing)
- Charlie Doherty (31 ans)
- Hughie Maughan (21 ans) (il est bisexuel)
- Jayne Connery (49 ans) (elle est une femme d'affaires et a interviewé Dustin Hoffman, Joan Collins et Dolly Parton)
- Natalie Rowe (53 ans) (elle est la plus âgée des candidates)
- Ryan Ruckledge (24 ans) (est apparu dans la saison 12 de X Factor)

| Candidat | Arrivée | Départ  | Statut    |
| -------- | ------- | ------- | --------- |
| Jason    | Jour 1  | Jour 50 | Vainqueur |
| Hughie   | Jour 1  | Jour 50 | Deuxième  |
| Jackson  | Jour 1  | Jour 50 | Troisième |
| Andy     | Jour 1  | Jour 50 | Éliminé   |
| Evelyn   | Jour 1  | Jour 50 | Éliminée  |
| Jayne    | Jour 1  | Jour 50 | Éliminée  |
| Sam      | Jour 1  | Jour 48 | Éliminé   |
| Alex     | Jour 1  | Jour 48 | Éliminé   |
| Laura    | Jour 1  | Jour 46 | Éliminée  |
| Ryan     | Jour 1  | Jour 39 | Éliminé   |
| Lateysha | Jour 1  | Jour 36 | Éliminée  |
| Chelsea  | Jour 1  | Jour 34 | Éliminé   |
| Charlie  | Jour 1  | Jour 32 | Éliminée  |
| Emma     | Jour 1  | Jour 31 | Exclue    |
| Georgina | Jour 1  | Jour 25 | Éliminée  |
| Natalie  | Jour 1  | Jour 18 | Éliminée  |
| Marco    | Jour 1  | Jour 11 | Éliminé   |
| Andrew   | Jour 1  | Jour 7  | Exclu     |
| Victoria | Jour 1  | Jour 5  | Abandon   |

### Saison 18 (2017)
La dix-huitième saison de Big Brother est diffusée du 5 juin 2017 au 24 juillet 2017, soit 54 jours. C'est la deuxième plus courte édition de Big Brother après la saison 17 en 2016.
C'est la saison avec le plus grand nombre de candidat, 22 au total, depuis la diffusion de l'émission sur Channel 5 en 2011. Elle égale le nombre de candidat des saisons 7 en 2006 et 10 en 2009 (diffusées sur Channel 4), mais n'atteint pas le record de 23 candidats de la saison 8 en 2007.
C'est la première fois que Big Brother est remporté par une femme qui est entrée un jour autre que le lancement. Et c'est seulement la deuxième fois qu'un candidat entré plus tard que le lancement remporte l'aventure. La première fois c'était lors de la saison 8 en 2007, Brian Belo qui avait remporté le jeu en étant rentré dans la maison le 17e jour.
- La chaine Channel 5 dévoile 6 premiers candidats le 2 juin 2017. Il s'agit de Deborah, Hannah, Imran, Kayleigh, Lotan, Sukhvinder.
- Le soir du lancement 4 potentiels candidats sont annoncés, mais un seul pourra entrer dans la maison et devenir le "People's Housemate". Le public choisi Tom, qui est donc le 15e candidat a entrer dans la maison. Il aura le pouvoir de discuter avec le public via les réseaux sociaux, et devoir décider de mission que le public lui demandera.
- Le 7e jour, Arthur décide de quitter volontairement la maison.
- Le 9e jour trois célébrités ayant participé à Celebrity Big Brother entrent dans la maison en tant qu'invitées.
- Le soir de la deuxième élimination, le 12e jour, c'est Imran qui est éliminé. Face à cela sa femme, Sukhvinder, abandonne l'aventure pour le rejoindre. Le même soir les trois invitées quittent également la maison.
- Le lendemain, le 13e jour, Kayleigh est exclue du jeu, à la suite d'un comportement violent.
- Le 19 juin 2017 la chaine Channel 5 annonce que trois candidats potentiels entreront dans la maison en tant qu'invités, mais que deux resteront comme candidat. Il s'agit d'Isabelle Warburton, Sam Chaloner et Savannah O'Reilly. Finalement le 16e jour, c'est Savannah et Isabelle qui restent et deviennent des candidats officielles.
- Le 25 juin 2017 Channel 5 annonce que Lotan a été exclu de la maison pour comportement agressif.
- À la suite des nombreux débordements de l'émission (deux exclusions, des problèmes de comportements des candidats...)[5] une pétition a été lancé pour faire arrêter le programme.
- Le 28 juin 2017 la chaine annonce que les 4 potentiels candidats des 1er et 16e jour entreront en compétition le 25e jour pour pallier les abandons et exclusions. Mais cette fois-ci en tant que "Second Chance Housemates". Cela signifie qu'ils ne peuvent pas gagner la somme initiale, mais celui de ces quatre qui va le plus loin dans la saison remportera 15,000 £.
- Le 44e jour Andrew a la possibilité d'éliminer un candidat. Il choisit Sam. Mais ce dernier reste dans la maison jusqu'au 47e jour pour participer aux nominations de la double élimination.
- À la suite des éliminations de Sam, Chanelle et Ellie, les candidats doivent éliminer de nouveau deux d'entre eux.

Hannah et Tom sont éliminés pour de faux, et intègrent la pièce secrète "The Attic".
- Le jour de la finale, Andrew étant le dernier candidat de la "Seconde Chance", il quitte la maison avec une somme d'argent. Tom, Deborah et Raph finissent derrière la gagnante Isabelle.
  - Les 22 candidats :
- Andrew Cruickshanks (25 ans)
- Arthur Fulford (24 ans) (est déjà apparus avec sa famille dans les émissions The F***ing Fulfords et Life Is Toff)
- Chanelle McCleary (24 ans) (est apparues dans la 6e saison de l'émission Ex on the Beach)
- Charlotte Keys (24 ans) (est la fille de Mandy)
- Deborah Agboola (25 ans) (est la grande sœur d'Hannah)
- Ellie Young (23 ans) (est apparues dans l'émission Ibiza Weekender)
- Hannah Agboola (23 ans) (est la petite sœur de Deborah, et est l'actuelle Miss Nigeria UK. Elle a eu une relation amoureuse avec Kieran)
- Imran Javeed (39 ans) (est le mari de Sukhvinder)
- Isabelle Warburton (21 ans)
- Joeseph Quaranta (55 ans) (est apparu dans les émissions Tenerife Uncovered et King of Clubs)
- Kayleigh Morris (28 ans) (a participé à Ex on the Beach saison 2 et 5 avec notamment Chloe Goodman, Stephen Bear et Charlotte Crosby de Celebrity Big Brother)
- Kieran Lee (25 ans) (est le collègue de Rebecca. Il est également apparus dans la saison 4 d'Ex on the Beach au côté de Megan McKenna et Scotty T de Celebrity Big Brother. Il a eu une relation amoureuse avec Hannah)
- Lotan Carter (28 ans) (est le neveu de l'ancien candidat de Celebrity Big Brother Louie Spence)
- Amanda Mandy Longworth (51 ans) (est la mère de Charlotte)
- Raphael Raph Korine (22 ans) (est d'origine américaine et japonaise)
- Rebecca Jane (32 ans) (est propriétaire d'une agence de détective, et travail avec Kieran)
- Sam Chaloner (24 ans)
- Savannah O'Reilly (26 ans)
- Simone Reed (28 ans)
- Sue Evans (48 ans) (est une personnalité de télévision)
- Sukhvinder Javeed (38 ans) (est la femme d'Imran)
- Thomas Tom Barber (21 ans) (a été choisi comme le "People's Housemate" le soir du lancement de l'émission face à Andrew, Simone et Sue)

| Candidat   | Arrivée | Départ  | Statut                   |
| ---------- | ------- | ------- | ------------------------ |
| Isabelle   | Jour 16 | Jour 54 | Vainqueur                |
| Raph       | Jour 1  | Jour 54 | Deuxième                 |
| Deborah    | Jour 1  | Jour 54 | Troisième                |
| Tom        | Jour 1  | Jour 54 | Éliminé                  |
| Andrew     | Jour 25 | Jour 54 | Gagnant "Seconde chance" |
| Kieran     | Jour 1  | Jour 52 | Éliminé                  |
| Hannah     | Jour 1  | Jour 52 | Éliminée                 |
| Charlotte  | Jour 1  | Jour 50 | Éliminée                 |
| Ellie      | Jour 1  | Jour 47 | Éliminée                 |
| Chanelle   | Jour 1  | Jour 47 | Éliminée                 |
| Sam        | Jour 25 | Jour 47 | Éliminé                  |
| Sue        | Jour 25 | Jour 40 | Éliminée                 |
| Simone     | Jour 25 | Jour 40 | Éliminée                 |
| Joe        | Jour 1  | Jour 33 | Éliminé                  |
| Savannah   | Jour 16 | Jour 25 | Éliminée                 |
| Lotan      | Jour 1  | Jour 21 | Exclu                    |
| Rebecca    | Jour 1  | Jour 18 | Éliminée                 |
| Kayleigh   | Jour 1  | Jour 13 | Exclue                   |
| Sukhvinder | Jour 1  | Jour 12 | Abandon                  |
| Imran      | Jour 1  | Jour 12 | Éliminé                  |
| Arthur     | Jour 1  | Jour 7  | Abandon                  |
| Mandy      | Jour 1  | Jour 5  | Éliminée                 |

Invités
| Invité         | Caractéristique                                                               | Arrivée | Départ  | Statut              |
| -------------- | ----------------------------------------------------------------------------- | ------- | ------- | ------------------- |
| Gemma Collins  | Candidate de Celebrity Big Brother 17                                         | Jour 9  | Jour 12 | À quittée la maison |
| Marnie Simpson | Finaliste de Celebrity Big Brother 18                                         | Jour 9  | Jour 12 | À quittée la maison |
| Nicola McLean  | Candidate de Celebrity Big Brother 9 et finaliste de Celebrity Big Brother 19 | Jour 9  | Jour 12 | À quittée la maison |
| Josie Gibson   | Gagnante de la saison 11, et candidate de l'Ultimate Big Brother              | Jour 43 | Jour 43 | À quittée la maison |

### Saison 19 (2018)
L'émission est diffusée quatre jours après la finale de Celebrity Big Brother 22, c'est-à-dire le 14 septembre 2018. Le jour même Channel 5 annonce que ce sera la dernière saison. Elle se conclut le 5 novembre 2018, soit 53 jours de compétition. C'est la deuxième plus courte saison de Big Brother, après la saison 17 en 2016.
- Le soir du lancement est dévoilé une nouvelle règle: pour éviter d'être nommé, il faut récolter le plus de BigCoin. Les trois candidats qui en auront le moins seront soumis aux votes du public. Le même soir le public vote pour faire gagner 10 BigCoin à Sîan.
- Le lendemain du lancement, Ellis est exclue de la maison à la suite de la découverte de messages offensants sur ces réseaux sociaux. C'est la candidate qui a durée le moins longtemps dans la maison de Big Brother depuis la création du jeu.
- Le 1er novembre 2018 entrent Kim Woodburn (de Celebrity Big Brother 19 en 2017), Josie Gibson (gagnante de Big Brother 11 en 2010, et participante de l' Ultimate Big Brother) et Nikki Grahame (de Big Brother 7 en 2006, et d' Ultimate Big Brother en 2010).
- Le lundi 5 novembre 2018 c'est Cameron Cole qui est déclaré vainqueur de cette dernière saison sur Channel 5. A la fin de l'émission, comme pour Ultimate Big Brother, les mots Big Brother will get back to you s'inscrivent à l'écran.

- - Les 16 candidats:
- Akeem Griffiths (26 ans)
- Anamélia Silva (31 ans) (est déjà apparus dans X Factor 8)
- Brooke Berry (21 ans)
- Cameron Cole (18 ans)
- Cian Carrigan (23 ans)
- Ellis Hillon (19 ans)
- Hussain Ahmed (25 ans)
- Isaac Jagroop (23 ans) (c'est un ancien joueur semi-professionnel de football)
- Isabella Farnese (23 ans)
- Kay Lovelle (32 ans)
- Kenaley Amos-Sissons (24 ans)
- Lewis Flanagan (27 ans)
- Lewis Gregory (26 ans)
- Sîan Hamshaw (25 ans)
- Tomasz Wania (31 ans) (est un homme travesti)
- Zoe Lee Jones (31 ans)

| Candidat | Arrivée | Départ  | Statut    |
| -------- | ------- | ------- | --------- |
| Cameron  | Jour 1  | Jour 53 | Vainqueur |
| Akeem    | Jour 1  | Jour 53 | Deuxième  |
| Zoe      | Jour 1  | Jour 53 | Troisième |
| Cian     | Jour 1  | Jour 53 | Éliminé   |
| Sîan     | Jour 1  | Jour 50 | Éliminée  |
| Brooke   | Jour 1  | Jour 50 | Éliminée  |
| Thomasz  | Jour 1  | Jour 43 | Éliminé   |
| Lewis F  | Jour 1  | Jour 43 | Exclu     |
| Isabella | Jour 22 | Jour 36 | Éliminée  |
| Hussain  | Jour 22 | Jour 36 | Éliminé   |
| Kenaley  | Jour 1  | Jour 29 | Éliminée  |
| Isaac    | Jour 1  | Jour 22 | Éliminé   |
| Kay      | Jour 1  | Jour 19 | Abandon   |
| Lewis G  | Jour 1  | Jour 15 | Éliminé   |
| Anamélia | Jour 1  | Jour 8  | Éliminée  |
| Ellis    | Jour 1  | Jour 2  | Exclue    |

### Saison 20 (2023)
La saison 20 est diffusée désormais sur ITV2, après 5 ans d'arrêt. L'émission débute le 8 octobre 2023 et se termine le 17 novembre 2023.
Les 16 candidats sont: 
- Chanelle Bowen (29 ans)
- Dylan Tennant (39 ans)
- Hallie Clarke (18 ans)
- Henry Southan (25 ans)
- Jenkin Edwards (25 ans)
- Jordan Sangha (26 ans)
- Kerry Riches (40 ans)
- Farida Khalifa (50 ans)
- Matty Simpson (24 ans)
- Noky Simbani (26 ans) (a été Miss Univers Grande-Bretagne 2022)
- Olivia Young (23 ans)
- Paul Blackburn (23 ans)
- Tom Bryant (21 ans)
- Trish Balusa (33 ans)
- Yinrun Huang (28 ans)
- Zak Srakaew (28 ans)

| Candidat | Entrée jour | Sortie jour | Résultat  |
| -------- | ----------- | ----------- | --------- |
| Jordan   | 1           | 42          | Vainqueur |
| Olivia   | 1           | 42          | Deuxième  |
| Henry    | 1           | 42          | Troisième |
| Yinrun   | 1           | 42          | Éliminée  |
| Noky     | 1           | 42          | Éliminée  |
| Matty    | 1           | 40          | Éliminé   |
| Jenkin   | 1           | 39          | Éliminé   |
| Tom      | 1           | 39          | Éliminé   |
| Trish    | 1           | 35          | Éliminée  |
| Chanelle | 1           | 35          | Éliminée  |
| Dylan    | 1           | 28          | Éliminé   |
| Paul     | 1           | 28          | Éliminé   |
| Kerry    | 1           | 24          | Éliminée  |
| Hallie   | 1           | 21          | Éliminée  |
| Zak      | 1           | 14          | Éliminé   |
| Farida   | 1           | 7           | Éliminée  |

### Saison 21 (2024)
La saison 21 débute le 6 octobre 2024. 
Les 16 candidats sont: 
- Alison "Ali" Bromley (38 ans)
- Adaeze "Daze" Aghaji (24 ans)
- Dean Smith (35 ans)
- Emma Morgan (53 ans)
- Hanah Haji (24 ans)
- Izaaz Miah (29 ans)
- Khaled Khaled (23 ans)
- Lily Benson (20 ans)
- Marcello Spooks (34 ans)
- Martha Church (26 ans)
- Nathan King (24 ans)
- Rosie Williams (29 ans)
- Ryan Bradshaw (28 ans)
- Sarah Griffiths (27 ans)
- Segun Shodipo	(25 ans)
- Thomas Atkinson (20 ans)

| Candidat | Entrée jour | Sortie jour | Résultat       |
| -------- | ----------- | ----------- | -------------- |
| Ali      | 1           |             | Dans la maison |
| Daze     | 1           |             | Dans la maison |
| Dean     | 1           |             | Dans la maison |
| Emma     | 1           |             | Dans la maison |
| Hanah    | 1           |             | Dans la maison |
| Izzaz    | 1           |             | Dans la maison |
| Khaled   | 1           |             | Dans la maison |
| Lily     | 1           |             | Dans la maison |
| Marcello | 1           |             | Dans la maison |
| Martha   | 1           |             | Dans la maison |
| Martha   | 1           |             | Dans la maison |
| Nathan   | 1           |             | Dans la maison |
| Rosie    | 1           |             | Dans la maison |
| Ryan     | 1           |             | Dans la maison |
| Sarah    | 1           |             | Dans la maison |
| Segun    | 1           |             | Dans la maison |
| Thomas   | 1           |             | Dans la maison |

## Saisons détaillées et audimat

### Channel 4 (2000-2010)
| Saison | Date du lancement | Date de la finale | Jours | Candidats | Vainqueur      | Audimat moyen (en millions) | Épisodes |
| ------ | ----------------- | ----------------- | ----- | --------- | -------------- | --------------------------- | -------- |
| 1      | 14 July 2000      | 15 septembre 2000 | 64    | 11        | Craig Phillips | 4.5                         | 52       |
| 2      | 25 mai 2001       | 27 juin 2001      | 64    | 11        | Brian Dowling  | 4.5                         | 55       |
| 3      | 24 mai 2002       | 26 juin 2002      | 64    | 14        | Kate Lawler    | 5.8                         | 72       |
| 4      | 23 mai 2003       | 25 juin 2003      | 64    | 13        | Cameron Stout  | 4.6                         | 73       |
| 5      | 28 mai 2004       | 6 août 2004       | 71    | 13        | Nadia Almada   | 5.1                         | 82       |
| 6      | 27 mai 2005       | 12 août 2005      | 78    | 16        | Anthony Hutton | 4.6                         | 90       |
| 7      | 18 mai 2006       | 18 août 2006      | 93    | 22        | Pete Bennett   | 4.7                         | 107      |
| 8      | 30 mai 2007       | 31 août 2007      | 94    | 23        | Brian Belo     | 3.9                         | 96       |
| 9      | 5 juin 2008       | 5 septembre 2008  | 93    | 21        | Rachel Rice    | 3.6                         | 108      |
| 10     | 4 juin 2009       | 4 septembre 2009  | 93    | 22        | Sophie Reade   | 2.5                         | 108      |
| 11     | 9 juin 2010       | 24 août 2010      | 77    | 21        | Josie Gibson   | 3.0                         | 87       |

### Channel 5 (2011-2018)
| Saison | Date du lancement | Date de la finale | Jours | Candidats | Vainqueur           | Audimat moyen (en millions) | Épisodes |
| ------ | ----------------- | ----------------- | ----- | --------- | ------------------- | --------------------------- | -------- |
| 12     | 9 septembre 2011  | 11 novembre 2011  | 64    | 15        | Aaron Allard-Morgan | 1.6                         | 71       |
| 13     | 5 juin 2012       | 13 août 2012      | 70    | 17        | Luke Anderson       | 1.6                         | 73       |
| 14     | 13 juin 2013      | 19 août 2013      | 68    | 14        | Sam Evans           | 1.9                         | 69       |
| 15     | 5 juin 2014       | 15 août 2014      | 72    | 19        | Helen Wood          | 1.6                         | 73       |
| 16     | 12 mai 2015       | 16 juillet 2015   | 66    | 18        | Chloe Wilburn       | 1.4                         | 66       |
| 17     | 7 juin 2016       | 26 juillet 2016   | 50    | 19        | Jason Burrill       | 1.6                         | 50       |
| 18     | 5 juin 2017       | 24 juillet 2017   | 54    | 22        | Isabelle Warburton  | 1.2                         | 54       |
| 19     | 14 septembre 2018 | 5 novembre 2018   | 53    | 16        | Cameron Cole        | 1.0                         | 45       |

### ITV2 (2023-présent)
| Saison | Date du lancement | Date de la finale | Jours | Candidats | Vainqueur     | Audimat moyen (en millions) | Épisodes |
| ------ | ----------------- | ----------------- | ----- | --------- | ------------- | --------------------------- | -------- |
| 20     | 8 octobre 2023    | 17 novembre 2023  | 42    | 16        | Jordan Sangha | 1.71                        | 36       |
| 21     | 6 octobre 2024    |                   |       |           |               |                             |          |

### spin-offs (2003-2023)
| Spin-off              | Date du lancement                                      | Date de la finale                                      | Jours                                                  | Candidats                                              | Vainqueur                                              | Chaine                                                 | Audimat moyen (en millions)                            | Épisodes                                               |
| --------------------- | ------------------------------------------------------ | ------------------------------------------------------ | ------------------------------------------------------ | ------------------------------------------------------ | ------------------------------------------------------ | ------------------------------------------------------ | ------------------------------------------------------ | ------------------------------------------------------ |
| Teen Big Brother      | 13 octobre 2003                                        | 17 octobre 2003                                        | 10                                                     | 8                                                      | Paul Brennan                                           | Channel 4                                              | NC                                                     | 5                                                      |
| Big Brother Panto     | 20 décembre 2004                                       | 5 janvier 2005                                         | 11                                                     | 10                                                     | aucun                                                  | E4                                                     | NC                                                     | 12                                                     |
| Celebrity Hijack      | 3 janvier 2008                                         | 28 janvier 2008                                        | 26                                                     | 12                                                     | John Loughton                                          | E4                                                     | 0.7 million                                            | 26                                                     |
| Ultimate Big Brother  | 24 août 2010                                           | 10 septembre 2010                                      | 18                                                     | 14                                                     | Brian Dowling                                          | Channel 4                                              | 3.1 million                                            | 23                                                     |
| Celebrity Big Brother | Article détaillé : Celebrity Big Brother (2001-2023) . | Article détaillé : Celebrity Big Brother (2001-2023) . | Article détaillé : Celebrity Big Brother (2001-2023) . | Article détaillé : Celebrity Big Brother (2001-2023) . | Article détaillé : Celebrity Big Brother (2001-2023) . | Article détaillé : Celebrity Big Brother (2001-2023) . | Article détaillé : Celebrity Big Brother (2001-2023) . | Article détaillé : Celebrity Big Brother (2001-2023) . |

## Décès
Dix neuf anciens participants de la franchise Big Brother sont décédés :
- Le 22 mars 2009 - Jade Goody, candidate à Big Brother 3, Big Brother Panto et Celebrity Big Brother 5 (à l'âge de 27 ans)[7].
- Le 27 novembre 2011 - Ken Russell, candidat à Celebrity Big Brother 5 (à l'âge de 84 ans)[8].
- Le 17 mai 2012 - Sophia Brown, candidate à Big Brother 10 (à l'âge de 30 ans)[9].
- Le 12 avril 2016 - David Gest, candidat à Celebrity Big Brother 17 (à l'âge de 62 ans)[10].
- Le 23 octobre 2016 - Pete Burns, candidat à Celebrity Big Brother 4 (à l'âge de 57 ans)[11].
- Le 11 décembre 2017 - Keith Chegwin, candidat de Celebrity Big Brother 15 (à l'âge de 60 ans).
- Le 21 avril 2018 - Verne Troyer, candidat à Celebrity Big Brother 6 (à l'âge de 49 ans)[12].
- Le 5 juillet 2019 - John McCririck, candidat de Celebrity Big Brother 4 et Ultimate Big Brother (à l’âge de 79 ans)[13].
- Le 3 janvier 2020 - Derek Acorah, candidat de Celebrity Big Brother 20 (à l'âge de 69 ans)[14].
- Le 21 septembre 2020 - Jackie Stallone, candidate de Celebrity Big Brother 3 (à l'âge de 98 ans)[15].
- Le 25 novembre 2020 - Heavy D (de son vrai nom Colin Newell), candidat de Celebrity Big Brother 18 (à l'âge 47 ans)[16].
- Le 1re février 2021 - Dustin Diamond, candidat de Celebrity Big Brother 12 (à l'âge de 44 ans) [17]
- Le 9 avril 2021 - Nikki Grahame, candidate de Big Brother 7, Ultimate Big Brother et de Big Brother Canada 4 (à l'âge de 38 ans)[18]
- Le 5 septembre 2021 - Sarah Harding, candidate de Celebrity Big Brother 20 (à l'âge de 39 ans)[19].
- Le 14 juillet 2022 - Ivana Trump, candidate de Celebrity Big Brother 7 (à l'âge de 73 ans)[20]
- Le 28 septembre 2022 - Coolio, candidat de Celebrity Big Brother 6 et Ultimate Big Brother (à l'âge de 59 ans)[21]
- Le 5 décembre 2022 - Kirstie Alley, candidate de Celebrity Big Brother 22 (à l'âge de 71 ans)[22]
- Le 27 mars 2024 - George Gilbey, candidat de Celebrity Big Brother 14 (à l'âge de 40 ans)[23]
- Le 15 janvier 2025 - Paul Danan, candidat de Celebrity Big Brother 20 (à l'âge de 46 ans)[24]
- Le 5 mars 2025 - Pamela Bach, candidate de Celebrity Big Brother 8 (à l'âge de 61 ans)[25]